# 근로시간면제 한도제
근로시간면제 한도제는 노조전임자가 급여를 받으면서 노동조합 활동을 할 수 있는 시간을 제한하는 제도이다.  유급 노조활동 시간 제한제 또는 타임오프제라고 부르기도 한다.

## 대한민국 상황
대한민국에서는 근로시간면제심의위원회가 근로시간면제한도를 결정한다. 이 한도를 넘어가는 활동을 할 경우 법적처벌이 가능하다.
2010년 5월 1일, 근면위는 새롭게 근로시간면제 한도를 결정하였다. 이 개정안에 따르면 조합원 49명 이하의 사업장의 경우에는 1000시간, 99명 이하는 2000시간이 주어진다. 민주노총은 해당 개정안에 대해 반발하고 있다. 특히 이 단체 구성원들은 이번 결정때문에 거대 사업장 내 전임자들이 대폭 줄어들 상황에 대해 매우 우려하고 있다. 또한 그들은 결정과정에서 날치기가 있었다고 주장하였다. 한국노총은 노동부·경영계가 예산지원을 하는 노사발전재단이라는 단체를 통해 상급단체의 파견자들 임금을 보장받는다는 조건으로 타임오프 축소를 받아들였다.
한편, 유급 근로시간 규제에 대해 강제적인 법을 사용하기 보다는, 노사 자율에 맡기는 것이 바람직하다는 의견이 있다.